# Gegè Telesforo

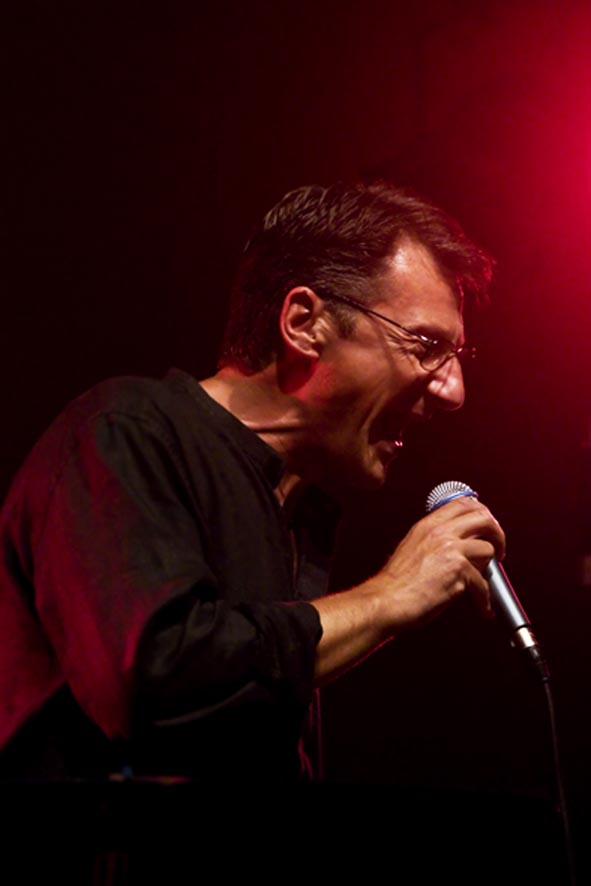
Gegé Telesforo (2008)

Eugenio Roberto Antonio „Gegè“ Telesforo (* 14. Oktober 1961 in Foggia) ist ein italienischer Jazz- und Fusionmusiker (Gesang, Schlagzeug, Komposition) sowie Fernseh- und Hörfunkmoderator.

## Leben und Wirken
Telesforo moderierte bereits als Jugendlicher die Jazzsendung Dimensione Jazz für das lokale Radio Foggia (1977–79); einer breiten Öffentlichkeit wurde er vor allem durch seine Teilnahme an den Fernsehsendungen von Renzo Arbore, etwa der Musiksendung Doc, die sie Ende der 1980er Jahre gemeinsam moderierten, bekannt. Von 1990 bis 1995 moderierte er bei Radio Dimensione Suono die Sendung I Rompitasche, die er 1998 auch gemeinsam mit Andy Luotto und Rodolfo Laganà vorstellte. Bei Radio Capital war er von 2000 bis 2002 der Anker von Capital Groove Master. Seit 2013 moderiert er, teilweise mit Francesco Tromba und Silvia Barba, die Sendung Soundcheck bei Radio 24.
Gemeinsam mit Danilo Rea und Roberto Gatto hat Telesforo als Musiker in der Gruppe Boparazzi bereits in den 1980er Jahren Jazzstrukturen über Funk und R&B gelegt. In den 1990er Jahren gehörte er zu den Go Jazz All Stars.
Telesforo legte mehrere Alben unter eigenem Namen vor und trat auch mit Dizzy Gillespie, Clark Terry, Phil Woods, Bob Malach und Tony Scott auf. Orientiert an Ella Fitzgerald praktizierte er Scatgesang und sang im Duo mit Jon Hendricks, Dee Dee Bridgewater, Georgie Fame, Lucio Dalla, Giorgia Todrani und Tosca. Zudem ist er auf Alben von Renzo Arbore, Ben Sidran, Giovanni Tommaso und Phil Upchurch zu hören.
Seit 2012 lehrt Telesforo Jazzgesang und Improvisation an der Venice Voice Academy in Los Angeles. Zwischen 2010 und 2015 gewann er jährlich den Jazzit-Preis als bester männlicher Sänger.

## Diskographische Hinweise
- Gegé Telesforo (Gala Records, 1990)
- Gegé and the Boparazzi (Go Jazz, 1993)
- Gegé and the Mother Tongue (Go Jazz, 1996)
- P.F.L. Pure Funk Live (Il Manifesto, 1997)
- Ben & his Buddies (Go Jazz, 1998)
- We Couldn't Be Happier (Go Jazz 2002)
- Opopomoz Blues (2003)
- Groovin’ on the Swing of Things: The Best of GeGè Telesforo (Groove Master Edition, 2006)
- Love and Other Contradictions (Groove Master Edition, 2007)
- So Cool (Groove Master Edition, 2010)
- A Nu Joy (Groove Master Edition, 2012)
- Fun Slow Ride (Groove Master Edition/EgeaRecords/Ropeadope, 2016)
- SongBook (Groove Master Edition, 2018)
- Il Mondo in Testa (Groove Master Edition / Jandomusic / ViaVenetoJazz, 2020)[1]